# Manoir de Bourdigal
Le manoir de Bourdigal est un manoir situé à Monnaie (Indre-et-Loire) et inscrit aux monuments historiques le 5 avril 1930.